# Redondo (passe)
Dans le monde de la tauromachie, le redondo  (« rond » en français), est une passe de muleta qui peut être exécutée aussi bien de la main droite (derechazo) que de la main gauche (Naturelle).
Certains historiens de la tauromachie lui accordent une plus grande valeur lorsqu'elle est exécutée de la main gauche. D'autres la trouvent  aussi  belle, qu'elle soit exécutée de la main droite ou de la gauche.  

## Description

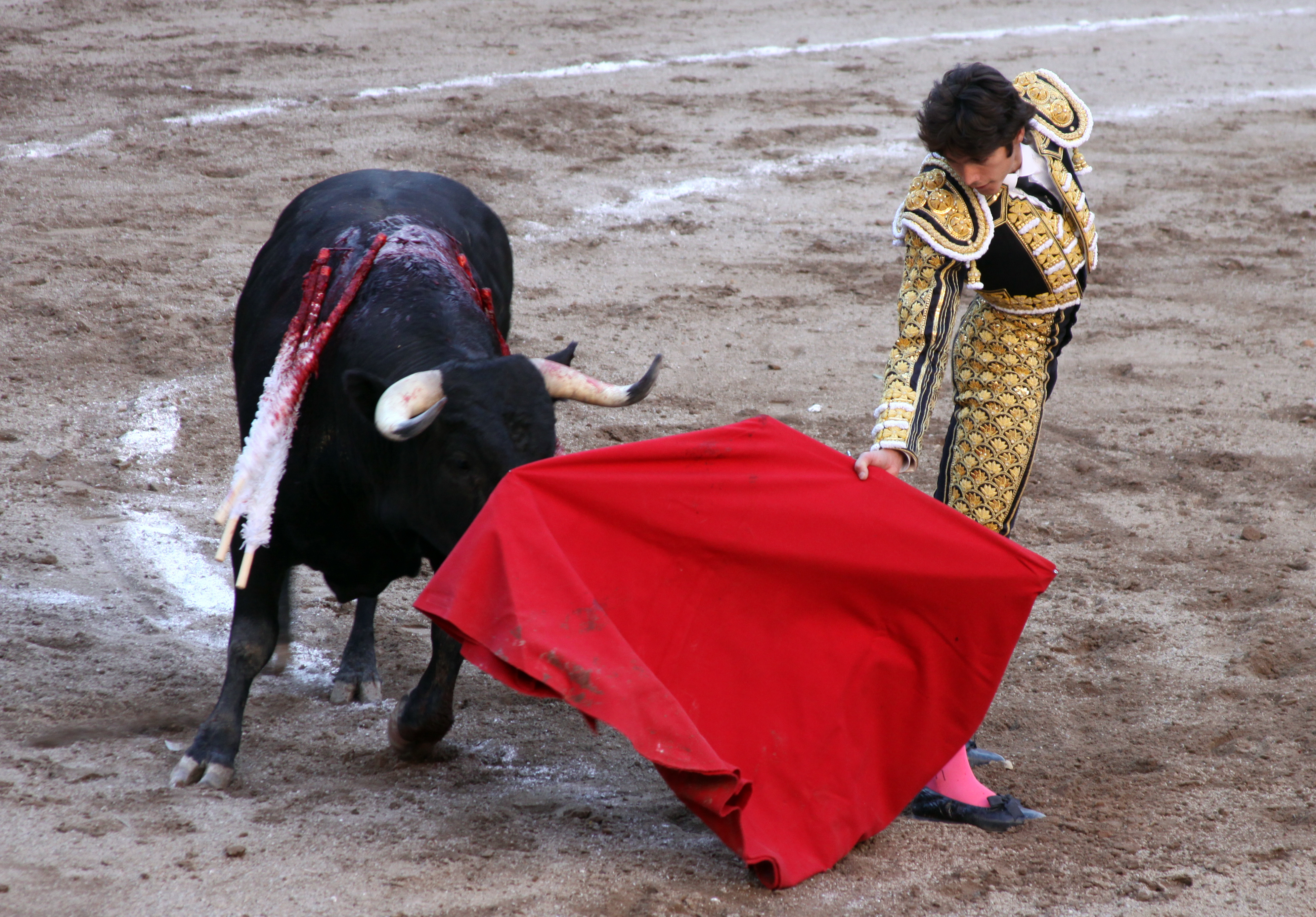
Sébastien Castella, derechazo en redondo.

Cette suerte s'exécute de la même manière en derechazo ou en naturelle. Le torero fait tourner le taureau autour de lui, le plus lentement possible, en restant lui-même immobile mais en changeant de main lorsque l'arrondi l'y oblige. Il ne peut exécuter cette passe qu'avec un taureau brave et puissant. Le matador doit tenir la main très basse « en traînant le muleta » qui effleure le sable.
La beauté de la passe vient de la faculté du maestro à « lier » le mouvement de l'animal et celui de la muleta, tout en  s'effaçant lui-même, c'est-à-dire en ne bougeant presque pas.
Paco Ojeda a remis cette passe à l'honneur dans les années 1980 alors que de nombreux toreros l'avaient abandonnée. « Joselito » l'a  brillamment reprise et exécutée dans les années 1990, Sébastien Castella à son tour  est devenu un spécialiste de cette passe « dans une chorégraphie inspirée ». José Tomás l'exécute lui aussi parfaitement, mais moins souvent.